# P/2018 Y2 (Africano)
P/2018 Y2 (Africano) — короткоперіодична комета із сім'ї Юпітера. Відкрита 31 грудня 2018 року; була 19.2m на час відкриття.